# Șema Israel
Shemá Israel(în ebraică:שמע ישראל), este o rugăciunea și crezul central al iudaismului, exprimând esența monoteismului iudaic, unicitatea lui Dumnezeu, căruia singur I se cuvine adorarea și închinarea. Ea se afla in cartea a cincea a lui Moise sau a Torei, Deuteronom 6:4
- Shemá Israel, Adonai Eloheinu, Adonai Ehad. (ebr.) care apare tradus în cartea Deuteronom 6:4, din Biblia în traducere română, astfel:

1. Ascultă,Israele! Domnul, Dumnezeul nostru, este singurul Domn.
2. Ascultă Israele! Domnul, Dumnezeul nostru, Domnul unul este.

Pentru evreii practicanți ai cultului, rugăciunea Shemá este cea mai insemnată parte a serviciului divin și este recitată în mod obligatoriu de două ori pe zi.  
În mod tradițional, este rostită de copii înainte de culcare și,de asemenea, este rostită de muribunzi ca ultime cuvinte înainte de a muri. Din acest din urmă motiv, evreii spun Shema Israel și în situatii de pericol vital. 
Această rugăciune poate fi găsită chiar și în texte pre-masoretice, scrise în sec. al II-lea î.e.n.

## Istoria
Recitarea rugăciunii Shema Israel în liturgia iudaică cuprinde în afara rugăciunii propriu zise - Deuteronom 6:4-9, încă două părți:Deuteronom 11:13-21 si un fragment din Cartea Numerii:15:37-41.
Cele trei părți sunt amintite în Mishna, tratatul Brahot 2:2. În Mishna recitarea Shema este legata de reafirmarea unei relatii personale cu domnia lui Dumnezeu. In mod literal, recitarea rugaciunii este echivalentă cu „primirea în împărăția cerului”. 
Dupa cum indica Talmudul, in cele trei părți ale ceremonialului rugaciunii Shema, se fac subtile referinte la Decalog. Cum din perioada mișnaică (anii 70-200 d.Hr) cele Zece Porunci nu mai fac parte din rugăciunea cotidiană, Shema este considerată o ocazie de aducere aminte a Decalogului.  

### Textul original